# Лілік Ганна Йосипівна
Ганна Йосипівна Лілік (Золотарьова) (14 лютого 1927, тепер Курська область, Російська Федерація — ?) — українська радянська діячка, новатор сільськогосподарського виробництва, агроном бурякорадгоспу імені Дзержинського Бобровицького цукрокомбінату Бобровицького району Чернігівської області. Герой Соціалістичної Праці (23.06.1966). Депутат Верховної Ради УРСР 7—8-го скликань.

## Біографія
Народилася у селянській родині Йосипа Золотарьова. У 1947 році закінчила Рильський сільськогосподарський технікум РРФСР.
У 1947—1948 роках — бригадир садівництва і городництва Озерянського відділення Бобровицького бурякорадгоспу імені Дзержинського Бобровицького району Чернігівської області. З 1948 року — агроном Затишшянського відділення Бобровицького бурякорадгоспу імені Дзержинського; меліоратор-ентомолог Бобровицького бурякорадгоспу імені Дзержинського Чернігівської області.
Закінчила Ленінградський інститут прикладної зоології і фітопатології.
З 1950-х років — спеціаліст із захисту сільськогосподарських рослин від шкідників та хвороб, з 1959 року — агроном бурякорадгоспу імені Дзержинського Бобровицького цукрокомбінату Бобровицького району Чернігівської області.
Член КПРС з 1967 року.
Потім — на пенсії у місті Бобровиці Чернігівської області

## Нагороди
- Герой Соціалістичної Праці (23.06.1966)
- орден Леніна (23.06.1966)
- ордени
- медалі